# Descent
Descent è un videogioco di fantascienza del genere sparatutto in prima persona sviluppato dalla Parallax Software e pubblicato dalla Interplay nel 1995 per MS-DOS. Successivamente uscì per Mac OS, PlayStation, Acorn Archimedes, PC-98.
Il gioco fu uno dei primi e più efficaci a espandere gli standard degli sparatutto 3D tipici di Doom, dando al giocatore piena libertà di movimento in ambienti tridimensionali, con piena rotazione nei tre assi, senza vincoli dovuti alla gravità. Descent ha avuto due seguiti diretti e due spin-off: Descent 2 e Descent 3 e gli spin-off Freespace e Freespace 2. Un altro seguito chiamato Descent (inizialmente Descent: Underground) è ancora in sviluppo al 2019, sebbene sia stato disponibile in accesso anticipato nel 2015-2017.

## Trama
Una compagnia chiamata Post-Terran Minerals Corporation (PTMC) cerca minerali su tutti i nove pianeti del sistema solare, ed impiega sia esseri umani che robot. I robot che si occupano dell'estrazione vengono ora controllati da un hacker, e hanno preso i dipendenti umani in ostaggio. La compagnia, dopo cercato di ottenere i robot di nuovo sotto controllo ma fallendo, ha modificato una nave astronave modello Pyro-GX per il combattimento e ha ingaggiato un mercenario (impersonato dal giocatore), identificato col nome in codice "Material Defender", col compito di distruggere le miniere occupate e salvare ostaggi umani, distruggendo qualsiasi robot ostile che presenti un ostacolo.

## Modalità di gioco
Tutto il gioco è ambientato all'interno di grandi stanzoni e corridoi, a volte strutturalmente irregolari, che assumono dopo alcune missioni una combinazione tale da rendere i livelli dei veri e propri labirinti. Generalmente, l'obiettivo di ogni missione è quello di distruggere i reattori nucleari presenti in ogni livello e scappare prima dell'esplosione. Per guadagnare alcuni bonus è necessario poi recuperare alcuni ostaggi umani presenti nelle miniere.
Il gioco si articola in 27 livelli (più tre livelli segreti). Ogni livello comincia con un breve briefing della missione, dopodiché si viene catapultati all'interno della piccola astronave con cui dovremo navigare nella miniera distruggendo qualsiasi cosa si muova e raccogliendo munizioni, energia per lo scudo, e ostaggi. Nelle miniere inoltre ci sono particolari stanze color oro in cui viene ricaricata l'energia della navetta.
Per completare un livello è richiesto il ritrovamento di alcune chiavi (blu, gialle e rosse), corrispondenti ad alcune porte cruciali per l'avanzamento. Ad esempio la porta rossa conduce al reattore di fine livello. Sparare al suddetto reattore significa innescare un conto alla rovescia per l'autodistruzione della miniera. Il giocatore dovrà quindi trovare la via di fuga prima dell'esplosione.
Come in Doom è prevista una mappa di navigazione in cui è possibile vedere soltanto le stanze visitate o vicine a quelle visitate. Dal momento che la mappa è disegnata con la tecnica del wireframe, che ricostruisce in 3d l'ambiente, più i livelli diventano intricati più risulta difficile servirsene. Un altro problema è costituito dal fatto che la nave può muoversi in qualsiasi direzione (anche sottosopra) e specialmente nei livelli più complessi è molto facile perdere l'orientamento.

## Aspetti tecnici
Descent è stato creato per il sistema operativo MS-DOS ed era possibile giocarlo su sistemi a 32bit (dal 386 in su), ma sulle macchine meno dotate potevano emergere rallentamenti o problemi nella gestione delle texture. Il gioco sfrutta lo swapping della memoria sul disco (memoria virtuale) in caso la memoria fisica del sistema non sia sufficiente.
Al pari di molti altri giochi dell'epoca, non c'era supporto per le schede di accelerazione 3d, proprio perché non erano ancora diffuse commercialmente. Visto che il gioco è diviso in stanze e corridoi da porte, la programmazione degli ambienti è avvenuta tenendo conto che durante l'avventura le stanze collegate a quella in cui si trova il giocatore non hanno bisogno di subire il processo di rendering (proprio perché non viste dal giocatore), alleggerendo l'esecuzione del programma. Nel gioco inoltre si utilizzano sprite per la visualizzazione di bonus, ostaggi, chiavi e powerup, mentre i robot ed i reattori sono stati modellati, pur con una quantità minima di poligoni, in 3d.

## Sviluppo
Il gioco, nel periodo iniziale di sviluppo, apparteneva ad Apogee Software, e fu costretta a venderlo ad Interplay per problemi finanziari. Venne completato nel 1995, un paio d'anni dopo Doom della Id Software, ma prima della realizzazione di Quake. Nel 1996 il gioco è stato convertito per Mac OS e come per la versione PC aveva il pieno supporto alla modalità multigiocatore via rete. Successivamente il gioco è stato portato anche su Sony PlayStation.
Il codice sorgente di Descent originale (tranne la parte per il gioco in rete) era stato reso pubblico nel 1997. Anche i codici sorgenti di Descent II e FreeSpace 2 sono stati resi pubblici.

## Letteratura
Esiste una trilogia di romanzi (non tradotti in italiano) dedicata a Descent scritta da Peter Telep (Descent, Descent: Stealing Thunder e Descent: Equinox) che segue la trama principale del gioco.

## Open source
Dopo la pubblicazione del codice sorgente, sono stati avviati diversi progetti open source derivati, uno dei più popolari dei quali è DXX-Rebirth, consistente in un file eseguibile modificato per supportare tutte le moderne tecnologie grafiche, e risolvere bug presenti nel gioco.